# Simón Díaz Estrada
Simón Díaz Estrada fue un militar mexicano que participó en la Revolución mexicana. Nació en Cuatro Ciénegas, Coahuila. Probablemente nació en 1888 y durante la niñez y adolescencia fue arriero recolector de leña en los alrededores de Cuatro Ciénegas. Sus hermanos mayores: Petronilo, Domingo y Albino se pierden en ese tiempo y el único que aparece cuando el general tiene rancho en Aguascaliente es Albino.
A los 17 años le pide a Toña Carranza —sobrina de don Venustiano Carranza— que le consiguiera una entrevista con su papá – Jesús Carranza luego muerto en Oaxaca- con la finalidad de que le prestara $10 000.00 pesos oro para comprar tres carros, caballos americanos, armas y contratar personal para conducir los mismos. Sacarían mineral de Boquillas del Carmen, o candelilla —hierba con la que se hacían velas—, o guayule; a los trabajadores le llevaban víveres y agua y traían lo antes mencionado. Tuvo éxito como transportista porque sus caballos de gran alzada movían la carga más rápido, los sueldos que pagaba era mejores que los que ofrecían sus competidores. Para septiembre de 1910 llevó a la Ciudad de México a su mamá Justa, a las fiestas del Centenario alojándose en el mejor hotel de la ciudad. Ya había pagado el dinero y continuaba la relación con los Carranza.
La cacería que organizaban cada año los Carranza, reunía a los miembros de las familias de dinero salvo ese año que invitaron a los pueblo. Él fue convidado y su hoja de servicio arranca el 20 de noviembre de 1910. Cruza a Eagle Pass, Texas, para entregarle un mensaje a Francisco I. Madero de parte de Venustiano Carranza.
En mayo de 1911 en la batalla de Ciudad Juárez participa como una corneta de órdenes más. Para ese tiempo siendo tropa tenía un asistente —soldado federal que iban a fusilar y ante la súplica del preso de que no lo mataran—, él solicitó el indulto que le concedieron.
En diciembre de 1914, temiendo Carranza que se enfrentarán Julián Blanco y Silvestre Mariscal en el Estado de Guerrero, con el peligro de que se perdiera la zona para el constitucionalismo, envió a Simón Díaz al frente del Batallón Emilio Carranza, para que guarneciera Acapulco. Todo parece indicar que desarrolló mejores relaciones con Mariscal. Cuando fuerzas de éste, mataron a Blanco, Mariscal convocó a una junta de militares y civiles, acordándose nombrarlo provisionalmente como gobernador, lo que fue aceptado por Carranza. Entonces contaba con el grado de coronel y contaba con 27 años.
Por el año de 1919 o principio del 20, el presidente Carranza lo manda a Detroit para traer 20 carros Packard último modelo que se repartirían entre los 20 generales de división que había. En lo que llegaban los carros, uno de esos generales se volteó contra Carranza y ese Packard le tocó a él. Cuando lo vendió casi de inmediato compró unos Ford T con los que organizó un sitio de alquiler frente al Palacio Nacional o Catedral Metropolitana, es decir sobre el Portal de Mercaderes.
No fue a Tlaxcalatongo con Carranza porque estaba enfermo de tifoidea, fue perseguido un tiempo por Álvaro Obregón tal como lo fueron otros fieles del extinto presidente. Con el tiempo todo se calmó, siguieron los ascensos, los mandos de tropa, batallones, regimientos y zonas militares. Figuró como jefe del Estado Mayor del general Miguel M. Acosta Guajardo. Desempeñó el cargo de jefe de Corporaciones. 
Alcanzó el grado de general de división.
Se queda sin mando desde 1948 no obstante que era amigo de los secretarios de la defensa, el general Lázaro Cárdenas lo visitaba en su rancho de Aguascalientes, llamado Cuatro Ciénegas. Existió una relación con el presidente Manuel Ávila Camacho. Al presidente Ruiz Cortines lo conoció cuando fungía como capitán pagador de la corporación que tenía a su mando en Michoacán, sin embargo no le permitió jubilarse porque era el único general de división vivo que se iniciara en 1910. Fue el presidente Adolfo López Mateos el que lo jubiló con una la pensión mensual exigua.
Sus minutos de poder o de satisfacción se agotaron aunque muy joven estuvo en la cresta de la ola. Uno de sus máximos orgullos fue cuando lo nombraron hijo predilecto de Veracruz, por defensor de la patria obtuvo la Cruz de Guerra de primera clase ya que fue herido en combate ante los yankees en 1914. 